# Liste de films français sortis dans les années 1940
Voici la liste des films du cinéma français des années 1940. Ces films appartiennent à l'Histoire du cinéma français.

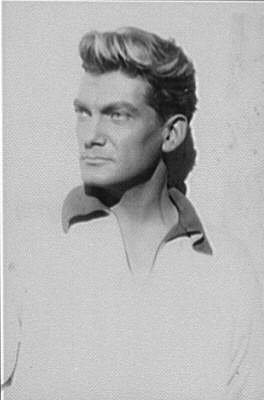
Jean Marais en 1947.

## 1940
- La Fille du puisatier de Marcel Pagnol
- L'Héritier des Mondésir d’Albert Valentin
- L'Homme du Niger de Jacques de Baroncelli
- L'Intrigante d’Émile Couzinet
- Monsieur Hector de Maurice Cammage
- Sérénade de Jean Boyer
- Sur le plancher des vaches de Pierre-Jean Ducis

## 1941
- L'Acrobate de Jean Boyer
- L'Assassinat du Père Noël de Christian-Jaque
- Le Dernier des six de Jean Delannoy
- Le Diamant noir de Jean Delannoy
- L'Enfer des anges de Christian-Jaque
- Le Mariage de Chiffon de Claude Autant-Lara
- Le pavillon brûle de Jacques de Baroncelli
- Parade en sept nuits de Marc Allégret
- Péchés de jeunesse de Maurice Tourneur
- Premier Rendez-vous d’Henri Decoin
- La Prière aux étoiles de Marcel Pagnol
- Remorques de Jean Grémillon
- Un chapeau de paille d'Italie de Maurice Cammage
- Volpone de Maurice Tourneur et Jacques de Baroncelli

## 1942
- À l'assaut des aiguilles du Diable de Marcel Ichac
- L'Ange de la nuit d’André Berthomieu
- L'Arlésienne de Marc Allégret
- L'assassin a peur la nuit de Jean Delannoy
- L'assassin habite au 21 d’Henri-Georges Clouzot
- La Belle Aventure de Marc Allégret
- Le Bienfaiteur d’Henri Decoin
- Boléro de Jean Boyer
- Croisières sidérales d’André Zwobada
- Le Destin fabuleux de Désirée Clary de Sacha Guitry
- La Duchesse de Langeais de Jacques de Baroncelli
- Fièvres de Jean Delannoy
- Forte Tête de Léon Mathot
- Les Inconnus dans la maison d’Henri Decoin
- Lettres d'amour de Claude Autant-Lara
- Le Lit à colonnes de Roland Tual
- Macao, l'enfer du jeu de Jean Delannoy
- Mélodie pour toi de Willy Rozier
- La Nuit fantastique de Marcel L'Herbier
- Les Petits Riens de Raymond Leboursier
- Pontcarral, colonel d'Empire de Jean Delannoy
- Simplet de Fernandel
- La Symphonie fantastique de Christian-Jaque
- Les Visiteurs du soir de Marcel Carné
- Le Voile bleu de Jean Stelli

## 1943
- Adieu Léonard de Pierre Prévert
- Les Anges du péché de Robert Bresson
- Au Bonheur des Dames de Robert Bresson
- La Bonne Étoile de Jean Boyer
- La Cavalcade des heures d’Yvan Noé
- Le Colonel Chabert de René Le Hénaff
- Le Comte de Monte-Cristo de Robert Vernay
- Le corbeau  d’Henri-Georges Clouzot
- Donne-moi tes yeux de Sacha Guitry
- Douce de Claude Autant-Lara
- L'Éternel Retour  de Jean Delannoy
- Feu Nicolas de Jacques Houssin
- Goupi Mains Rouges  de Jacques Becker
- L'Homme de Londres d’Henri Decoin
- Lumière d'été de Jean Grémillon
- La Main du diable  de Maurice Tourneur
- Le Mistral de Jacques Houssin
- Monsieur des Lourdines de Pierre de Hérain
- Les Mystères de Paris de Jacques de Baroncelli
- Une étoile au soleil d’André Zwobada
- Une vie de chien de Maurice Cammage

## 1944
- L'Ange de la nuit d’André Berthomieu
- L'aventure est au coin de la rue de Jacques Daniel-Norman
- Béatrice devant le désir de Jean de Marguenat
- Bonsoir mesdames, bonsoir messieurs de Roland Tual
- Le Bossu de Jean Delannoy
- Le Carrefour des enfants perdus de Léo Joannon
- Cécile est morte de Maurice Tourneur
- Le ciel est à vous de Jean Grémillon
- La Collection Ménard de Bernard Roland
- Coup de tête de René Le Hénaff
- Graine au vent de Maurice Gleize
- L'Île d'amour de Maurice Cam
- La Malibran de Sacha Guitry
- Le Merle blanc de Jacques Houssin
- Le mort ne reçoit plus de Jean Tarride
- Les Petites du quai aux fleurs de Marc Allégret
- Premier de cordée de Louis Daquin
- La Rabouilleuse de Fernand Rivers
- Service de nuit de Jean Faurez
- Vautrin de Pierre Billon
- La Vie de plaisir d’Albert Valentin
- Le Voyageur sans bagage de Jean Anouilh

## 1945
- Boule de suif de Christian-Jaque
- Les Cadets de l'océan de Jean Dréville
- La Cage aux rossignols de Jean Dréville
- Les Dames du bois de Boulogne de Robert Bresson
- Les Enfants du paradis de Marcel Carné
- Espoir, sierra de Teruel d’André Malraux
- Falbalas de Jacques Becker
- La Ferme du pendu de Jean Dréville
- La Fille du diable d’Henri Decoin
- Naïs de Marcel Pagnol et Raymond Leboursier
- La Part de l'ombre de Jean Delannoy
- Untel père et fils de Julien Duvivier
- La Vie de bohème de Marcel L'Herbier
- Vingt-quatre heures de la vie d'un clown de Jean-Pierre Melville
- La Fiancée des ténèbres de Serge de Poligny

## 1946
- La Bataille du rail de René Clément
- La Belle et la Bête de Jean Cocteau
- Lunegarde de Marc Allégret
- Le Père tranquille de René Clément
- Panique de Julien Duvivier
- Pétrus de Marc Allégret
- Les Portes de la nuit de Marcel Carné
- Sylvie et le Fantôme de Claude Autant-Lara
- Martin Roumagnac  de Georges Lacombe

## 1947
- L'Amour autour de la maison de Pierre de Hérain
- Les amoureux sont seuls au monde d’Henri Decoin
- Antoine et Antoinette de Jacques Becker
- La Bataille de l'eau lourde de Jean Dréville
- Le Château de la dernière chance de Jean-Paul Paulin
- Les Chouans d'Henri Calef d'après Honoré de Balzac
- Copie conforme de Jean Dréville
- Le Diable au corps de Claude Autant-Lara
- L'École des facteurs de Jacques Tati
- En êtes-vous bien sûr ? de Jacques Houssin
- Monsieur Vincent de Maurice Cloche
- Les Maudits de René Clément
- Quai des Orfèvres d’Henri-Georges Clouzot
- Le Secret du Florida de Jacques Houssin
- Le Silence de la mer de Jean-Pierre Melville

## 1948
- L'Aigle à deux têtes de Jean Cocteau
- Aux yeux du souvenir de Jean Delannoy
- Blanc comme neige d’André Berthomieu
- Les Casse-pieds de Jean Dréville
- La Chartreuse de Parme de Christian-Jaque
- Clochemerle de Pierre Chenal
- Dédée d'Anvers d’Yves Allégret
- Le Diable Boiteux de Sacha Guitry
- Les Parents terribles de Jean Cocteau
- Ruy Blas de Pierre Billon
- La Septième Porte d’André Zwobada
- Triple enquête de Claude Orval
- L'Armoire volante de Carlo Rim

## 1949
- La Beauté du diable de René Clair
- Le Bout de la route d'Émile Couzinet
- L'Héroïque Monsieur Boniface de Maurice Labro
- Jean de la Lune de Marcel Achard
- Jour de fête de Jacques Tati
- Manon de Henri-Georges Clouzot
- Miquette et sa mère de Henri-Georges Clouzot
- Mission à Tanger d’André Hunebelle
- Occupe-toi d'Amélie de Claude Autant-Lara
- On n'aime qu'une fois de Jean Stelli
- Le Secret de Mayerling de Jean Delannoy
- Tous les chemins mènent à Rome de Jean Boyer
- Vient de paraître de Jacques Houssin